# Córdoba Open
Córdoba Open var en ATP World Tour 250-serie for mænd, der blev spillet på udendørs grus. Den blev afholdt for første gang som en del af 2019 ATP Tour og erstattede Ecuador Open Quito.  Turneringen blev spilley på Polo Deportivo Kempes, et sportskompleks ved siden af Estadio Mario Alberto Kempes i Córdoba, Argentina. Turneringen var en del af det latinamerikanske Golden Swing.
Andrés Molteni er double rekordholder med fire sejre.

## Tidligere finaler

### Singles
| År   | Champion              | Anden                | Score         |
| ---- | --------------------- | -------------------- | ------------- |
| 2019 | Juan Ignacio Londero  | Guido Pella          | 3–6, 7–5, 6–1 |
| 2020 | Cristian Garín        | Diego Schwartzman    | 2–6, 6–4, 6–0 |
| 2021 | Juan Manuel Cerúndolo | Albert Ramos Viñolas | 6–0, 2–6, 6–2 |
| 2022 | Albert Ramos Viñolas  | Alejandro Tabilo     | 4–6, 6–3, 6–4 |
| 2023 | Sebastián Báez        | Federico Coria       | 6–1, 3–6, 6–3 |
| 2024 | Luciano Darderi       | Facundo Bagnis       | 6–1, 6–4      |

### Doubles
| År   | Mestre                                 | Finalist                               | Score          |
| ---- | -------------------------------------- | -------------------------------------- | -------------- |
| 2019 | Roman Jebavý Andrés Molteni (1)        | Máximo González Horacio Zeballos       | 6-4, 7-6 (7-4) |
| 2020 | Marcelo Demoliner Matwé Middelkoop     | Leonardo Mayer Andrés Molteni          | 6-3, 7-6 (7-4) |
| 2021 | Rafael Matos Felipe Meligeni Alves     | Romain Arneodo Benoît Paire            | 6–4, 6–1       |
| 2022 | Santiago González Andrés Molteni (2)   | Andrej Martin Tristan-Samuel Weissborn | 7–5, 6–3       |
| 2023 | Máximo González Andrés Molteni (3)     | Sadio Doumbia Fabien Reboul            | 6–4, 6–4       |
| 2024 | Máximo González (2) Andrés Molteni (4) | Sadio Doumbia Fabien Reboul            | 6–4, 6–1       |